# Den utvalde
Den utvalde är en svensk thrillerfilm från 2005 i regi av Martin Söder och Eric Donell.

## Handling
Polisen står chanslösa när en rad mystiska mord arrangerade som olyckor inträffar runt om i Stockholmsområdet. Kommissarie Erik Swahn (Björn Granath) och hans kollegor har kört fast i utredningen och plockar in polisaspiranten Johan Ståhl (Andreas Wilson) som med sin intelligens får gruppen att tänka i nya banor. Ett spår leder till Uppsala universitet och Johan får i uppdrag att under falskt namn börja på universitetet och leta efter fler ledtrådar.

## Skådespelare
- Andreas Wilson - Johan
- Julia Dufvenius - Amanda
- Björn Granath - Kommissarie Erik Swahn
- Eric Donell - Jocke
- Erik Johansson - Tomas
- Vanna Rosenberg - Lotta
- Leif Andrée - "Linkan"
- Philip Zandén - Kjell
- Kim Melander - Helene Franke
- Kicki Bramberg - Inger, kriminalteknikern
- Sten Ljunggren - Göransson, åklagare
- Maria Kulle - Hansson
- Benny Haag - Micke
- Linus Wahlgren - Niklas
- Jarmo Mäkinen - Bodström, piketledaren
- Linus James Nilsson - Kursdeltagare